# Westport (Connecticut)
Westport è una cittadina degli Stati Uniti d'America, situata nella contea di Fairfield dello Stato del Connecticut.